# Науменко, Анатолий Вячеславович
Анатолий Вячеславович Науменко (23 февраля 1961 года, Стаханов, УССР) — советский и украинский милиционер, генерал-лейтенант (2010). Начальник управлений внутренних дел ряда областей Украины.

## Биография
В 1979—1981 годах служил в Вооружённых силах СССР в десантной части. Окончил Национальную академию внутренних дел Украины. Проходил службу на различных должностях в уголовном розыске, руководил Управлением уголовного розыска УМВД Украины в Луганской области. Возглавлял областные управления милиции Херсонской, Луганской, Николаевской областей. В 2003—2005 годах руководил Департаментом по борьбе с незаконным оборотом наркотиков МВД Украины. С февраля 2009 года начальник ГУМВД Украины в Днепропетровской области. С 2003 член Национального союза журналистов Украины. Почётный гражданин городов Стаханова и Первомайска Луганской области.

## Награды
Награждён орденами и медалями Украины.